# Raige
Raige, pseudonimo di Alex Andrea Vella (Alpignano, 20 agosto 1983), è un rapper italiano, conosciuto per essere un componente degli OneMic insieme al fratello minore Ensi e a Rayden.

## Biografia
La sua carriera è cominciata nel 1999, attraverso varie collaborazioni in diversi progetti, ma la svolta è arrivata nel 2003 quando, con il fratello Ensi e l'amico Rayden, ha fondato i OneMic. È proprio con questo gruppo che è uscita la sua prima pubblicazione, Sotto la cintura, prodotta da La Suite Records. Nel 2006 è uscito invece Tora-Ki, album realizzato in collaborazione con il produttore Zonta e prodotto nuovamente da La Suite Records. In seguito all'uscita di quest'ultimo disco, è iniziata a circolare una voce secondo cui Raige avrebbe dovuto interrompere la propria carriera musicale per motivi personali: ciò è stato smentito dal rapper stesso in una strofa da lui cantata nel brano La Uannamaica, presente nell'album C.A.L.M.A. di Rayden.
Nel 2008 Raige ha pubblicato il brano Hip Hope, reso disponibile per il download gratuito attraverso il proprio profilo Myspace, mentre nel marzo 2009 è stato pubblicato il suo secondo album in studio Zer06 - Zer08, a cui hanno collaborato oltre ad Ensi e Rayden anche il rapper Tormento e la cantante Gloria. Le produzioni sono state affidate in buona parte a Rayden, oltre che a Roofio, CubaClub, Big Joe, Tacash, James Cella, DJ Nais e DJ Squarta. Il 10 febbraio 2010 il rapper ha pubblicato per il download gratuito l'EP Zero9, successivamente incluso nella raccolta Zer06 - Zer09 del 2011.
Il 2 maggio 2012 è uscito il terzo album in studio Addio, distribuito da The Saifam Group e promosso dal singolo omonimo e da Mille volte ancora.
Il 3 febbraio 2014 il rapper ha firmato un contratto con la Warner Music Italy, con la quale ha pubblicato il quarto album in studio Buongiorno L.A. il 20 maggio dello stesso anno. Il 27 e il 30 giugno ha partecipato al Summer Festival con il singolo Ulisse, vincendo la terza puntata ed aggiudicandosi la finale, nella quale si è classificato al terzo posto. Il 9 dicembre dello stesso anno ha pubblicato il singolo Dimenticare (mai), in collaborazione con la cantante Annalisa.
Nel giugno 2015 Raige ha preso parte alla terza edizione del Summer Festival presentando il singolo inedito Whisky, volto ad anticipare il suo quinto album in studio, le cui registrazioni sono state completate nell'autunno dello stesso anno. A distanza di circa un anno il rapper ha presentato il secondo singolo, Domani, seguito il 22 luglio dal videoclip del brano Dove finisce il cielo, pubblicato attraverso il canale YouTube della Warner Music Italy, e il 19 agosto dal singolo Il rumore che fa, inciso in duetto con Marco Masini. In concomitanza con la pubblicazione di quest'ultimo singolo, il rapper ha annunciato il suo quinto album in studio, Alex, uscito il 9 settembre.
Nel febbraio 2017 ha partecipato al sessantasettesimo Festival di Sanremo con il singolo Togliamoci la voglia, inciso insieme alla cantante Giulia Luzi, ed inserito nella riedizione di Alex, denominata Sanremo Edition.
Il 24 maggio 2019 è uscito il suo sesto album in studio Affetto placebo, anticipato dai singoli Ciao ciao e Un milione di sassi.

## Discografia

### Da solista
Album in studio
- 2006 – Tora-Ki (con Zonta)
- 2009 – Zer06 - Zer08
- 2012 – Addio
- 2014 – Buongiorno L.A.
- 2016 – Alex
- 2019 – Affetto placebo

Raccolte
- 2011 – Zer06 - Zer09

Extended play
- 2002 – Autoritratto (con Rayden)
- 2010 – Zero9

Singoli
- 2012 – Addio
- 2012 – Mille volte ancora
- 2014 – Fuori dal paradiso
- 2014 – Ulisse
- 2014 – Dimenticare (mai) (con Annalisa)
- 2015 – Whisky
- 2016 – Domani
- 2016 – Il rumore che fa (con Marco Masini)
- 2017 – Togliamoci la voglia (con Giulia Luzi)
- 2018 – A un passo da te (feat. Sewit)
- 2018 – Una lista di piccole cose
- 2019 – Ciao ciao
- 2019 – Un milione di sassi

### Con gli Stray Doggs
- 2000 – Da sempre

### Con gli OneMic
- 2005 – Sotto la cintura
- 2011 – Commerciale
- 2011 – Cane di paglia EP

## Competizioni di freestyle
| Anno | Evento                    | Risultato                        |
| ---- | ------------------------- | -------------------------------- |
| 2003 | Giovedì Maphia (Torino)   | Prima posizione (insieme a Ensi) |
| 2003 | BSE Winter Jam (Brescia)  | Seconda posizione                |
| 2004 | Microphone Master (Pavia) | Seconda posizione                |
| 2004 | Deep Impact 3 (Varese)    | Prima posizione                  |